# عداد زوار

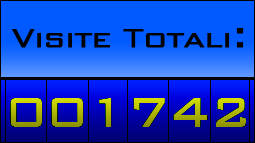
مثال عن عداد الزوار

عداد زوار هو برنامج كمبيوتر يشير إلى عدد الزوار، أو عدد الزيارات، التي تلقتها صفحة ويب معينة. بمجرد الإعداد، ستزداد هذه العدادات بواحد في كل مرة يتم فيها الوصول إلى صفحة الويب في متصفح الويب.
عادة ما يتم عرض الرقم كصورة رقمية مضمنة أو في نص بسيط. قد تستخدم طريقة عرض الأرقام مجموعة متنوعة من الخطوط والأنماط؛ المثال الكلاسيكي هو عجلات عداد المسافات. غالبًا ما يكون العداد مصحوبًا بتاريخ إعداده أو آخر إعادة تعيين، والذي بدونه يصبح من المستحيل تقدير الوقت الذي حدث فيه عدد مرات تحميل الصفحة المحسوبة. كانت بعض عدادات الويب مجرد أخطاء ويب يستخدمها مشرفو المواقع لتتبع الزيارات ولم تتضمن أي عناصر مرئية على الصفحة.
كانت العدادات شائعة في التسعينيات، ولكن تم استبدالها لاحقًا بمقاييس حركة مرور الويب الأخرى مثل البرامج النصية ذاتية الاستضافة مثل Analog، ولاحقًا بواسطة الأنظمة البعيدة التي تستخدم جافا سكريبت، مثل جوجل أناليتكس. لا تتضمن هذه الأنظمة عادةً عناصر على الصفحة تعرض العدد. وبالتالي، فإن رؤية عداد ويب على صفحة ويب حديثة هو أحد الأمثلة على الحوسبة الرجعية على الإنترنت.

## ممخططات العداد
في إحدى تقنيات الرسائل غير المرغوب فيها لتحسين محركات البحث، تدفع الشركات مقابل إدراج مواقعها في كود HTML الخاص بعداد الدخول المجاني. وبالتالي، عندما يضعه المستخدم على صفحته، سيظهر رابط صغير في الأسفل ويمكن أن يكون وسيلة سريعة للمواقع لتجميع الروابط الواردة. غالبًا ما يتم تنفيذ ذلك بواسطة مواقع في مجالات ويب تنافسية للغاية مثل المقامرة عبر الإنترنت. في عام 2008، أزالت Google عددًا من مواقع ورم الظهارة المتوسطة رفيعة المستوى التي كانت تستخدم عدادات من أفضل النتائج.